# رهيد البردي

موقع رهيد البردي/السودلن

رهيد البردي مدينة تقع في اقصى الجنوب الغربي بولاية جنوب دارفور بالقرب من الحدود الدولية السودانية مع جمهورية أفريقيا الوسطى وتشاد من الغرب والجنوب الغربي على ارتفاع 600 متر (1971 قدم) فوق سطح البحر وتبعد عن العاصمة الخرطوم بحوالي 1050 كيلومتر(652 ميل). تقدر مساحتها بحوالي 10 الف كيلو متر مربع وسكانها حوالي مائة سبعة وستون الف نسمة.

## الموقع الجغرافي
تقع رهيد البردي بين خط العرض 11.3000 نقطة مئوية (1118 درجة) شمالا وخط الطول 23.8833 نقطة مئوية (2352 درجة و59 دقيقة) شرقاً 

## الطوبغرافيا
تقع رهيد البردي في منطقة السافنا الغنية المعروفة بكثافة الحشائش والأشجار وتتميز رهيد البردي بتربتها الطينية الخصبة وكثرة الوديان وتجمعات المياه السطحية. يمر بها وادي رهيد البردي وهو عبارة عن تجمع لعدد من الخيران وينبع من غرب دارفور ويمر بمنطقتي كبم ومركندي التابعتين إلى محلية عد الفرسان ثم ينساب نحو سهول رهيد البردي ليمر من ناحيتها الشرقية ومن هناك يتجه نحو أراضي جمهورية أفريقيا الوسطى عبر منطقة أم دافوق حيث أقيم عليههناك سداً هو سد أم روق.
يسود منطقة رهيد البردي غطاء نباتي كثيف يشمل أشجار الهجليج والطلح والهشاب والمهوقني والكتر والشحيط والجميز والهبيل والسدر.

## الحياة البرية والمناطق الطبيعية

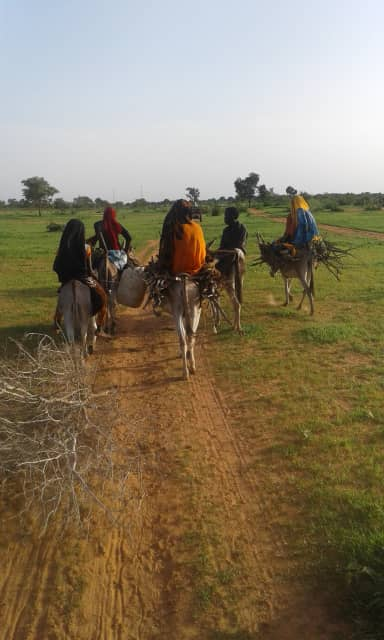
الزراعة في منطقة رهيد البردي

جذبت الطبيعة الغنية بالنباتات الدائمة الخضرة العديد من قطعان الحيوانات البرية وتمتع المحلية بمناظر طبيعية، من أميزّها منطقة أم دافوق، وسد أم روق، وبحيرة كلن، ووداي خضاري، ورجل الخضرة، وعد العجول، ومنطفتي تيسي والشويّب. كما تقع المنطقة بالقرب من محمية الردوم الطبيعية على الحدود مع دولة جنوب السودان.

## الاقتصاد
يقوم اقتصاد رهيد البردي على الزراعة وتربية الحيوان. ومن أهم المحاصيل الزراعية فيها الفول السوداني والذرة والدخن والخضروات والفواكهة كالبامية والكول والبطيخ ويحترف السواد الأعظم من السكان مهن الرعي وتجارة المواشي والزراعة التقليدية المعتمدة على الأمطار الموسمية.

## مشاهير رهيد البردي
- عبد الله التعايشي (قائد وخليفة زعيم الدولة المهدية)
- يعقوب محمد جراب الرأي (أحد أمراء المهدية ورئيس أركان جيوشها)

## رهيد البردي والشعر
كتب العديد من الأشعار عن رهيد البردي التي تصف جمال الطبيعة فيها وتغنى بها فنانون من بينهم الفنان الشهير صلاح ابن البادية في اغنيته الشهيرة «ماعشقت لجمالك» لمؤلفها مبارك المغربي والتي وصف فيها رهيد البردي باللوحة الفنية.